# Mithapukur Upazila
Mithapukur Upazila är ett underdistrikt i Bangladesh. Det ligger i den norra delen av landet, 230 km nordväst om huvudstaden Dhaka.
Trakten runt Mithapukur Upazila består till största delen av jordbruksmark. Runt Mithapukur Upazila är det mycket tätbefolkat, med 1 135 invånare per kvadratkilometer.